# إليزابيث سميلي
إليزابيث سميلي (بالإنجليزية: Elizabeth Smylie) مواليد 11 أبريل 1963 في برث، هي لاعبة كرة مضرب أسترالية سابقة بدأت مسيرتها كمحترفة سنة 1982، اعتزلت اللعب في 1997. كما أنها إحدى بطلات الجراند سلام. أعلى تصنيف لها في الفردي كان المركز الـ 20 في سنة 1987. سبق أن شاركت في دورة الألعاب الأولمبية الصيفية.

## بطولات حققتها
- بطولة ويمبلدون
- بطولة أمريكا المفتوحة للتنس

## النهائيات

### نهائيات البطولات الكبرى

#### زوجي السيدات: 5 (الألقاب 1, الوصافة 4)
| الحصيلة | السنة | البطولة                     | الأرضية | الشريك         | المنافس                         | النتيجة       |
| ------- | ----- | --------------------------- | ------- | -------------- | ------------------------------- | ------------- |
| الفوز   | 1985  | ويمبلدون                    | عشبية   | كاثي جوردان    | مارتينا نافراتيلوفا بام شرايفر  | 5–7, 6–3, 6–4 |
| الوصافة | 1987  | ويمبلدون                    | عشبية   | بيتسي ناجيلسين | كلوديا كوده-كيليش هيلينا سيكوفا | 7–5, 7–5      |
| الوصافة | 1987  | بطولة أمريكا المفتوحة للتنس | صلبة    | كاثي جوردان    | مارتينا نافراتيلوفا بام شرايفر  | 5–7, 6–4, 6–2 |
| الوصافة | 1990  | ويمبلدون                    | عشبية   | كاثي جوردان    | يانا نوفوتنا هيلينا سيكوفا      | 6–3, 6–4      |
| الوصافة | 1993  | أستراليا المفتوحة           | صلبة    | بام شرايفر     | جيجي فرنانديز نتاشا زفريفا      | 6–4, 6–3      |

### نهائيات بطولات نهاية العام

#### الزوجي: النهائيات 1 (الألقاب 1, الوصافة 0)
| الحصيلة | السنة | المكان  | الأرضية | الشريك      | المنافس                            | النتيجة       |
| ------- | ----- | ------- | ------- | ----------- | ---------------------------------- | ------------- |
| الفوز   | 1990  | نيويورك | سجاد    | كاثي جوردان | مرسيدس باز أرانتشا سانتشيث فيكاريو | 7–6(7–4), 6–4 |

## الميداليات
| الميدالية | المسابقة                       |
| --------- | ------------------------------ |
| برونزية   | الألعاب الأولمبية الصيفية 1988 |

## روابط خارجية
- إليزابيث سميلي على موقع رابطة محترفات التنس (الإنجليزية)
- إليزابيث سميلي على موقع الاتحاد الدولي لكرة المضرب (الإنجليزية)
- إليزابيث سميلي على موقع كأس بيلي جين كينغ (الإنجليزية)
- إليزابيث سميلي على موقع اتحاد التنس الأسترالي (الإنجليزية)
- إليزابيث سميلي على موقع خلاصة التنس.كوم (الإنجليزية)
- إليزابيث سميلي على موقع أوليمبيديا (الإنجليزية)
- إليزابيث سميلي على موقع اللجنة الأولمبية الأسترالية (الإنجليزية)
- إليزابيث سميلي على موقع اللجنة الأولمبية الأسترالية (الإنجليزية)